# 도이 슈타
도이 슈타(일본어: 土居 柊太, 1996년 2월 29일~)는 일본의 축구 선수이다.

## 구단 경력
그는 2018년 J2리그의 FC 마치다 젤비아에 입단했다. 2021년까지 83경기에 출전하여, 7득점을 넣었다. 2022년부터 2023년까지 일본 풋볼 리그의 도쿄 무사시노 유나이티드 FC에서 뛰었다.